# Guguan
Guguan – wyspa położona w archipelagu Marianów Północnych (terytorium zależnym USA) na 210 km na północ od wyspy Saipan. Zajmuje powierzchnię 3,87 km². Znajdują się na niej dwa wulkany, z czego jeden jest aktywny. Najwyższy punkt na wyspie ma 300 m wysokości.